# Chubut (fiume)
Il fiume Chubut nasce dal versante argentino delle Ande nella zona di San Carlos de Bariloche. Attraversa tutta la provincia omonima e ricevute da destra le acque del fiume Chico, si getta nell'Oceano Atlantico presso Rawson dopo un corso di 810 km.

È più volte citato nel celebre romanzo In Patagonia di Bruce Chatwin.